# Nafrněná
Nafrněná è un singolo dell'attrice e cantante ceca Barbora Poláková, pubblicato il 14 agosto 2015 come primo estratto dall'album Barbora Poláková.

## Descrizione
Il singolo è stato scritto da Barbora Poláková, David Hlaváč e Jan P. Muchow. Nafrněná ha raggiunto il cinquantaquattresimo posto nella classifica dei brani più venduti in Repubblica Ceca e il nono posto nella classifica radiofonica nazionale.

## Tracce
1. Nafrněná – 3:39

## Classifiche
| Classifica (2016) | Posizione massima |
| ----------------- | ----------------- |
| Repubblica Ceca   | 54                |